# Otto Vasilievich Bremer
Otto Vasilievich Bremer (1812 - 11 de noviembre de 1873) fue un naturalista y entomólogo ruso.

## Biografía
Publicó Neue Lepidopteren aus Ost-Sibirien und dem Amur Lande, gesammelt von Radde und Maack, beschrieben von Otto Bremer. Bull. Sci. Acad. Sci. St.Petersbourg, 3(7): 461-496 (1861) y Lepidopteren Ost-Sibiriens (East Siberia), insbesondere der Amur-Landes, gesammelt von den Herren G.Radde, R.Maack und P.Wulfius. Mem. de l'Acad. imp. des Sci. St.-Petersbourg, 7 ser., 8(1): 103 p (1864).
La colección de Bremer se conserva en el Museo de la Academia de Ciencias de Rusia de San Petersburgo, ciudad donde vivió.
Se le debe la descripción de numerosos insectos y en particular de mariposas.